# NGC 79
NGC 79은 안드로메다자리 방향에 있는 타원 은하이다.